# Зверовщина
Зве́ровщина (бел. Звераўшчына) — деревня в Барановичском районе Брестской области Белоруссии. Входит в состав Жемчужненского сельсовета. Население — 19 человек (2023).

## География
Находится в 30 км по автодорогам к северо-западу от центра Барановичей и в 18 км по автодорогам к северо-западу от центра сельсовета, агрогородка Жемчужный. В 800 метрах к юго-западу от деревни находится устье реки Сокульница, которая впадает в реку Исса и является её правым притоком.

## История
В 1599 году — фольварк и деревня в Слонимском повете ВКЛ. В 1886 году в Люшневской волости Слонимского уезда Гродненской губернии, 21 двор, работала школа.
После Рижского мирного договора 1921 года — в составе гмины Молчадь Слонимского, затем Барановичского повета Новогрудского воеводства Польши. По переписи 1921 года в ней числилось 40 жилых зданий, в которых проживало 227 человек (114 мужчин, 113 женщин), из них 46 поляков и 181 белорус (по вероисповеданию — 219 православных, 1 римский католик и 7 иудеев).
С 1939 года в составе БССР. С конца июня 1941 года до июля 1944 года оккупирована немецко-фашистскими захватчиками. На фронтах войны погибли 30 сельчан. В 1940—57 годах в составе Новомышского района Барановичской, с 1954 года Брестской области. Затем район переименован в Барановичский.
До 22 марта 1962 года входила в состав Полонковского сельсовета, до 18 марта 1985 года — в состав Перховичского сельсовета.
До недавнего времени работали магазин и сельский клуб. Имеется кладбище.

## Население
По состоянию на 1 января 2023 года в деревне проживало 19 человек в 14 хозяйствах, в том числе 0 моложе трудоспособного возраста, 12 — в трудоспособном возрасте и 7 — старше трудоспособного возраста. 
| Численность населения (по переписи) | Численность населения (по переписи) | Численность населения (по переписи) | Численность населения (по переписи) | Численность населения (по переписи) | Численность населения (по переписи) | Численность населения (по переписи) |
| 1886                                | 1921                                | 1959                                | 1970                                | 1999                                | 2009                                | 2019                                |
| ----------------------------------- | ----------------------------------- | ----------------------------------- | ----------------------------------- | ----------------------------------- | ----------------------------------- | ----------------------------------- |
| 256                                 | ↘227                                | ↗422                                | ↘324                                | ↘87                                 | ↘41                                 | ↘19                                 |